# Echinochloa crus-galli
Echinochloa crus-galli é uma espécie de planta com flor pertencente à família Poaceae. 
A autoridade científica da espécie é (L.) P.Beauv., tendo sido publicada em Essai d'une Nouvelle Agrostographie 1: 53, 161, 169, pl. 11, f. 2. 1812.
Os seus nomes comuns são meã, milhã, milhã-grada, milhã-maior, milhã-pata-de-galo, milhã-pé-de-galo, milhã-vermelha, milhagem, pé-de-galinha ou milhã-do-campo.

## Portugal
Trata-se de uma espécie presente no território português, nomeadamente em Portugal Continental, no Arquipélago dos Açores e no Arquipélago da Madeira.
Em termos de naturalidade é nativa de Portugal Continental e introduzida no Arquipélago da Madeira e dos Açores.

## Protecção
Não se encontra protegida por legislação portuguesa ou da Comunidade Europeia.